# خزل ثلاثي
خزل ثلاثي أو شلل ثلاثي خفيف (بالإنجليزية: Triparesis)‏ هي حالة طبية تُشبه شلل الثلاثة أطراف، ولكنها تختلف عنها بشكلٍ أساسي بأنَّ شلل الثلاثة أطراف هو فقدانٌ كامل لوظيفة الثلاثة أطراف، أما الخزل الثلاثي فهوَ ضعفٌ في الثلاثة أطراف.